# Shenyang J-8

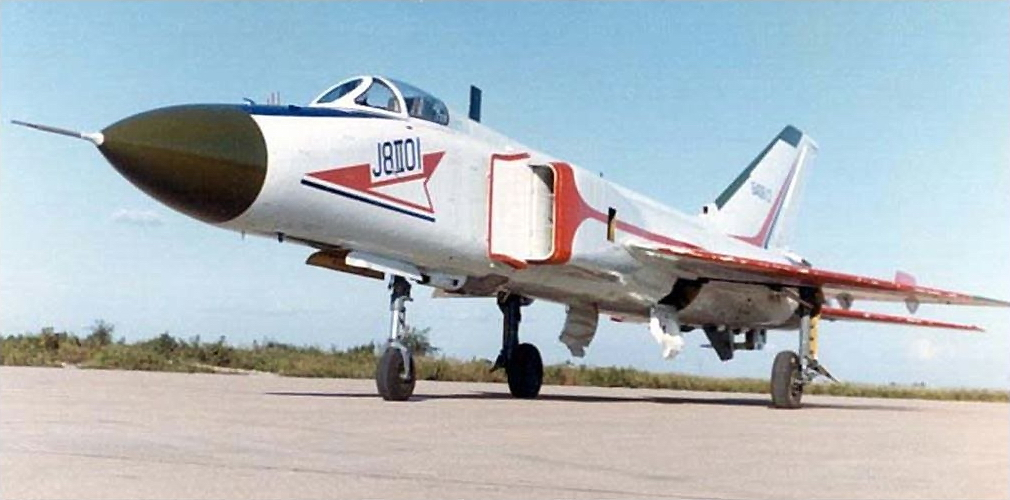
Shenyang J-8

Shenyang J-8 (Jian-8; 歼-8; NATO: Finback) este un avion de interceptare monoloc, bimotor, de viteză și altitudine mare utilizat de către Republica Populară Chineză.